# 超級廣場
超级市场(big box stores)指面向最终消费者，提供商品以及相关服务（送货，售后服务等）的机构，其特点主要是面积很大，且往往附有大面积的停车场及仓库。
这种超级市场主要指的是建在市郊的大型超市（如麦德龙），或者某种产品的大型专卖店（如宜家）。

## 例子
- 百佳
- 崇光
- 吉之島
- 華潤
- 沃爾瑪